# Св. св. Козма и Дамян (Плетвар)
„Св. св. Козма и Дамян“ или „Свети Врачи“ (на македонска литературна норма: „Св. св. Кузман и Дамјан“, „Свети Врачи“) е православна възрожденска църква в прилепското село Плетвар, Северна Македония. Църквата е под управлението на Преспанско-Пелагонийската епархия на Македонската православна църква.
Църквата е гробищен храм, разположен източно от селото. Издигната е и изписана в 1862 година. Осветена е от митрополит Венедикт Византийски. Изписана е в 1865 година. Представлява трикорабна сграда, с полукръгъл свод и полукръгла апсида на източната страна. На западната страна има галерия на кат.